# Фазоінвертор

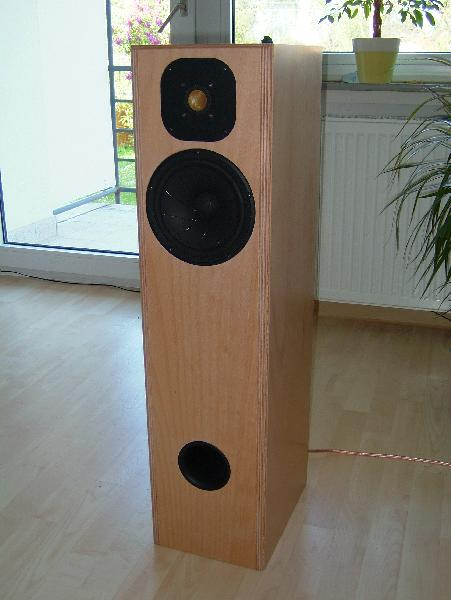

Фазоінвертор, Бас-рефлекс (англ. Bass reflex) - тип корпусу гучномовця, в якому головка працює в повітряному тунелі (зазвичай трубки відповідного діаметра і довжини).
Фазоінвертор (отвір з трубою) призначений для допомоги  у відтворенні низьких частот, нижче тих які здатен повноцінно відтворити гучномовець, встановлений в колонці або сабвуфері. При проектуванні акустичної системи визначається частота, на яку налаштовується фазоінвертор за допомогою вибору його діаметра і довжини труби. У момент, коли гучномовець відтворює частоту, на яку налаштований фазоінвертор, об'єм повітря в трубі резонує і підсилює відтворення цієї частоти. Сабвуфери бувають як маленькими, так і величезними підлоговими. Труба фазоінвертора може виходити на лицьову панель, на задню або бічну панелі. Від напрямку виходу труби фазоінвертора залежить розташування акустики в кімнаті прослуховування.
Акустичні системи з акустичним лабіринтом - за призначенням і конструкцією акустичного лабіринту дуже близькі до фазоінвертора. Акустичний лабіринт, як і фазоинвертор, є трубою, що йде всередину корпусу, але тільки набагато довший і має безліч вигинів (зазвичай має квадратний перетин). Призначення акустичного лабіринту таке ж як і у фазоінвертора : посилювати відтворення низьких частот. Лабіринт є більш досконалою версією фазоінвертора, він складніший у розрахунках, виготовленні та вартості. За рахунок великої довжини труби, вигинів і демпфуючого покриття внутрішніх стінок в звуці практично відсутні шкідливі призвуки, які чутні у звуці неякісно виконаних фазоінверторів (якісно розраховані і виконані фазоінвертори також практично не страждають цим явищем).